# Tchula, Mississippi
Tchula là một thành phố thuộc quận Holmes, tiểu bang Mississippi, Hoa Kỳ. Năm 2010, dân số của thành phố này là 2 096 người.

## Dân số
- Dân số năm 2000: 2 356 người.
- Dân số năm 2010: 2 096 người.